# Koeleria delavignei
Koeleria delavignei är en gräsart som beskrevs av Vasilij Matvejevitj Tjernjajev och Karel Domin. Koeleria delavignei ingår i släktet tofsäxingar, och familjen gräs. Inga underarter finns listade i Catalogue of Life.